# Biometrika
Biometrika — рецензируемый научно-теоретический журнал по статистике.
Продолжительный период времени является одним из ведущих в мире академических журналов по статистике. Основан в 1901 году для освещения вопросов биометрики Фрэнсисом Гальтоном, Карлом Пирсоном и Уолтером Уэлдоном, которые стали его первыми редакторами. C 1930-х журнал посвящён вопросам статистической теории и методологии. С 1906 по 1935 гг. главным редактором был Карл Пирсон, с 1936 по 1965 гг. — Эгон Пирсон, с 1966 по 1991 гг. — Дэвид Кокс.